# Osakako (métro d'Osaka)
Osakako (大阪港駅, Ōsakakō-eki) (littéralement: "Gare du port d'Osaka") est une station du métro d'Osaka sur la ligne Chūō dans l'arrondissement de Minato à Osaka.

## Situation sur le réseau
La station Osakako est située au point kilométrique (PK) 5,6 de la ligne Chūō, entre les stations Cosmosquare et Asashiobashi.

## Histoire
La station a été inaugurée le 11 décembre 1961.

## Services aux voyageurs

### Accès et accueil
La station, établie en extérieur, est ouverte tous les jours.

### Desserte
- Ligne Chūō :
  - voie 1 : direction Nagata (interconnexion avec la ligne Kintetsu Keihanna pour Nara-Tomigaoka)
  - voie 2 : direction Yumeshima

Installations et desserte
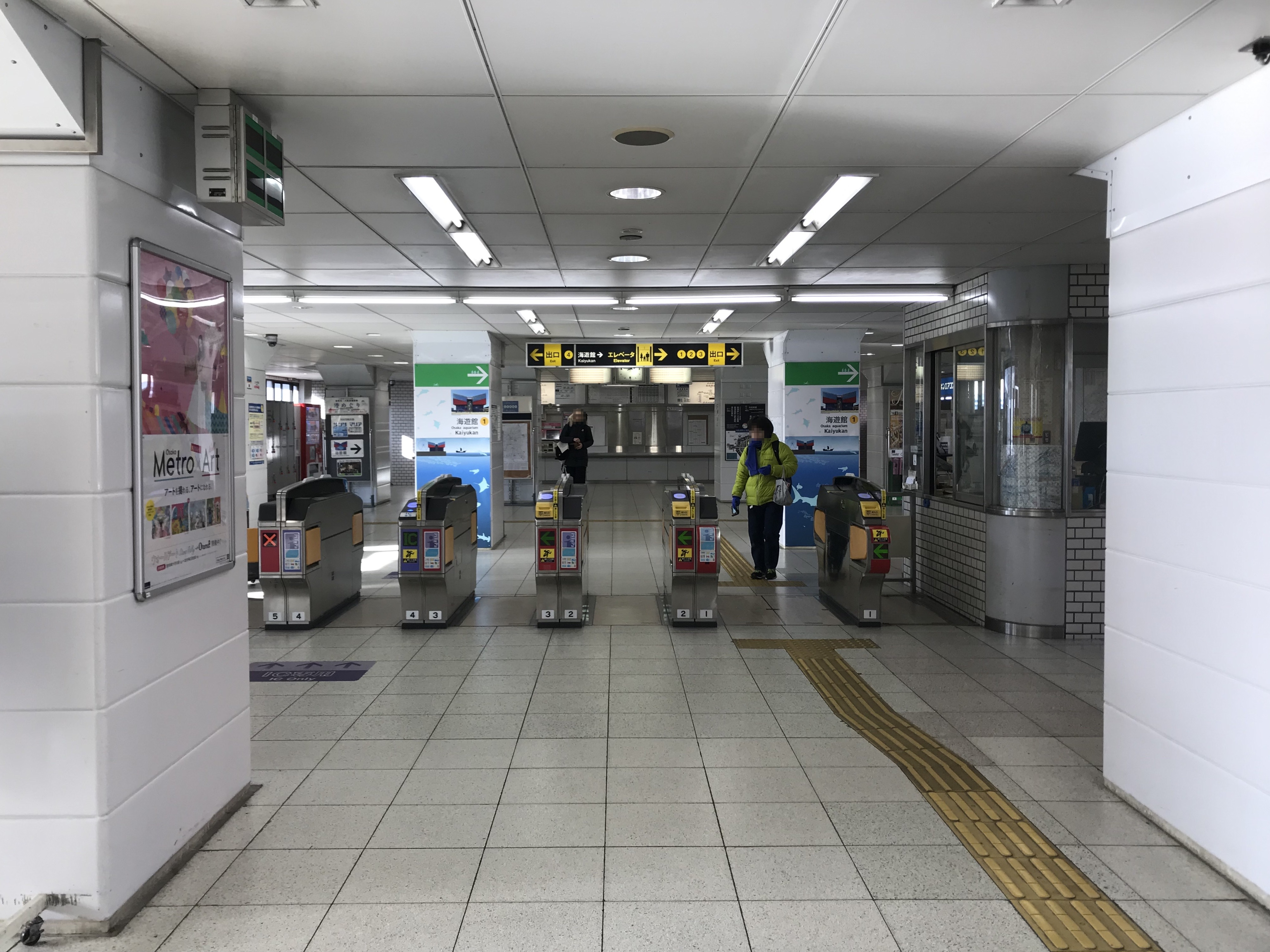
Ligne de contrôle
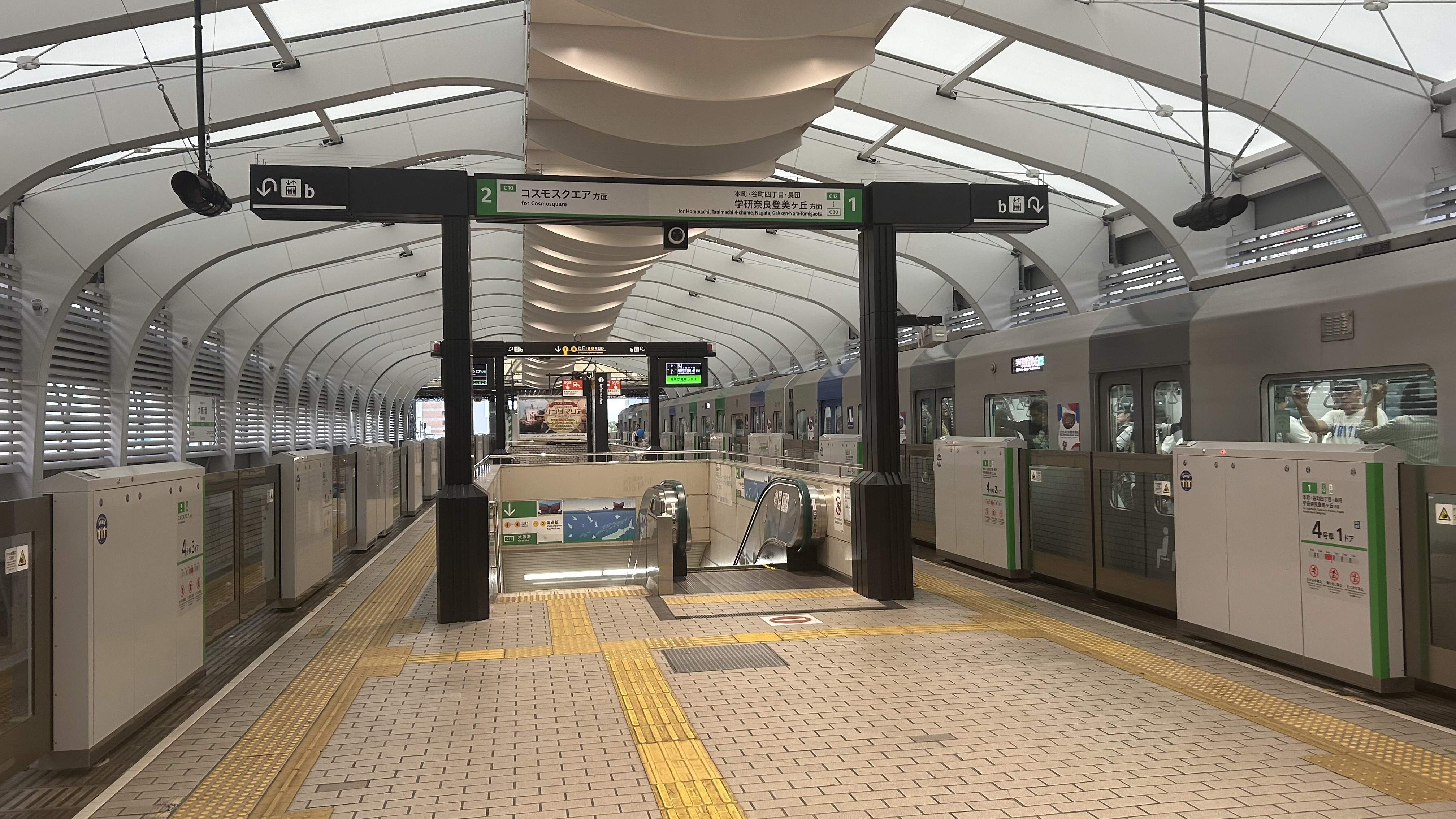
Quai de la station

## Dans les environs
- Aquarium Kaiyukan
- Colline Tenpō
- Port d'Osaka